# 三铁匠雕塑

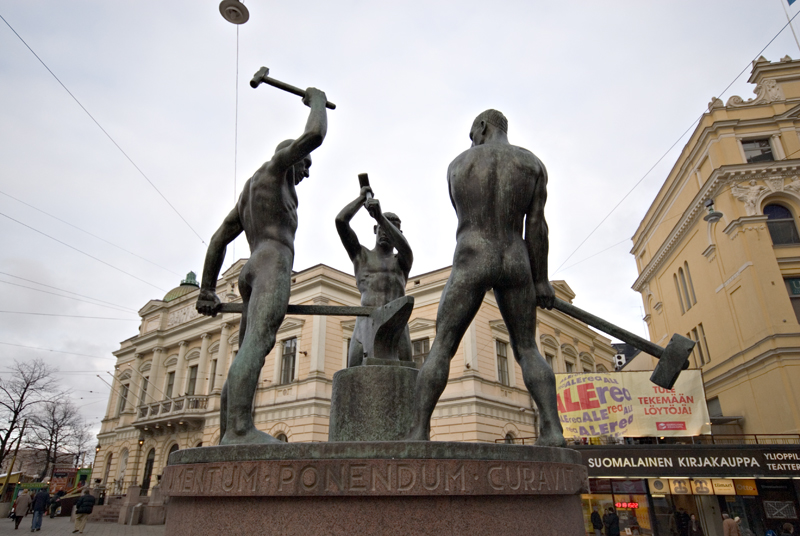
三铁匠雕塑

三铁匠雕塑（芬蘭語：Kolmen sepän patsas）是一座位于芬兰首都赫尔辛基亚历山大街和曼纳海姆路交汇处三铁匠广场上的雕塑。雕塑是由芬兰雕塑家费利克斯·尼伦德设计的。这座揭幕于1932年的现实主义雕塑表现的是三位裸体铁匠在铁砧上打铁的情景。
青铜雕塑的花岗岩底座上部四周刻有拉丁语文字“MONUMENTUM – CURAVIT – LEGATUM – J. TALLBERGIANUM – PRO HELSINGFORS A.D. MCMXXXII”（这座雕塑是在J·塔尔贝里捐赠资助下由Pro Helsingfors于1932年竖立的）。该雕塑是Pro Helsingfors基金会捐赠给赫尔辛基市的，基金会也是得到了商人尤柳斯·塔尔贝里的现金资助来浇筑该雕塑。塔尔贝里的商业大楼就座落在三铁匠广场的北边。
1944年继续战争中一枚炮弹击中了该雕塑。雕塑的底座上还能看到炮弹的痕迹，铁砧上也有一个由弹片击穿的洞。
三铁匠广场是一个倍受欢迎的碰头见面的地方。